# Campionato argentino di rugby a 15 1991
Il Campionato argentino di rugby a 15 1991  è stato vinto per il quarto anno consecutivo dalla selezione della Unión de Rugby de Tucumán, che ha battuto in finale la selezione della Cuyo.

## Contesto
- Per prepararsi alla Coppa del Mondo di rugby 1991  l'Argentina, ospita la Nuova Zelanda in tour, Due le vittorie per gli All Blacks nei test match (14-28) e (6-36). I neozelandesi vincono anche tutti gli incontri contro le selezioni provinciali.

- Ai Mondiali, l'Argentina viene battuta in tutti i match da Galles, Samoa e Australia.
- Pochi giorni prima del mondiale la nazionale argentina si aggiudicò, schierando le seconde scelte il campionato sudamericano.

## Torneo

### Girone A
|              | B-A   | ROS   | TUC   | MIS   |
| ------------ | ----- | ----- | ----- | ----- |
| Buenos Aires | ––––  | 36-12 | 35-6  | 81-10 |
| Rosario      | 12-36 | ––––  | 30-18 | 78-3  |
| Tucumàn      | 6-35  | 18-30 | ––––  | 79-4  |
| Misiones     | 10-81 | 3-78  | 4-79  | ––––  |

| pos | Squadra      | G. | V. | N. | P. | P+  | P-  | Diff. | Pt. |
| 1   | Buenos Aires | 3  | 3  | 0  | 0  | 152 | 28  | 124   | 6   |
| 2   | Rosario      | 3  | 2  | 0  | 1  | 120 | 57  | 63    | 4   |
| 3   | Tucumàn      | 3  | 1  | 0  | 2  | 103 | 69  | 34    | 2   |
| 4   | Misiones     | 3  | 0  | 0  | 3  | 17  | 238 | -221  | 0   |

### Girone B
|               | CUY   | CBA  | S-J   | MdP   |
| ------------- | ----- | ---- | ----- | ----- |
| Cuyo          | ––––  | 13-7 | 27-19 | 50-6  |
| Córdoba       | 7-13  | –––– | 35-6  | 27-9  |
| San Juan      | 19-27 | 6-35 | ––––  | 23-18 |
| Mar del Plata | 6-50  | 9-27 | 18-23 | ––––  |

| pos | Squadra       | G. | V. | N. | P. | P+ | P-  | Diff. | Pt. |
| 1   | Cuyo          | 3  | 3  | 0  | 0  | 90 | 32  | 58    | 6   |
| 2   | Córdoba       | 3  | 2  | 0  | 1  | 69 | 28  | 41    | 4   |
| 3   | San Juan      | 3  | 1  | 0  | 2  | 48 | 80  | -32   | 2   |
| 4   | Mar del Plata | 3  | 0  | 0  | 3  | 33 | 100 | -67   | 0   |

## Semifinali
| Trelew 2 novembre 1991 | Buenos Aires | 37 – 12 | Córdoba | Paturuzu RC |

| Trelew 2 novembre 1991 | Rosario | 27 – 17 | Cuyo | Paturuzu RC |

## Finale3-4posto
| Trelew 3 novembre 1991 | Córdoba | 26 – 14 | Cuyo | Paturuzu RC |

## Finale
| Trelew 3 novembre 1991 | Buenos Aires | 28 – 16 | Rosario | Paturuzu RC |

- Campione: Tucumán
- Retrocedono : Mar del Plata e Misiones

## Torneo "Classificacion"

### Girone "A"
|                     | SFE   | NOE   | SAL   | STG   |
| ------------------- | ----- | ----- | ----- | ----- |
| Santa Fè            | ––––  | 16-12 | 26-6  | 45-12 |
| Noreste             | 12-16 | ––––  | 28-6  | 16-13 |
| Salta               | 6-26  | 6-28  | ––––  | 19-17 |
| Santiago del estero | 12-45 | 13-16 | 17-19 | ––––  |

| pos | Squadra             | G. | V. | N. | P. | P+ | P- | Diff. | Pt. |
| 1   | Santa Fè            | 3  | 3  | 0  | 0  | 87 | 30 | 57    | 6   |
| 2   | Noreste             | 3  | 2  | 0  | 1  | 56 | 35 | 21    | 4   |
| 3   | Salta               | 3  | 1  | 0  | 2  | 31 | 71 | -40   | 2   |
| 4   | Santiago del estero | 3  | 0  | 0  | 3  | 42 | 80 | -38   | 0   |

Promossa: Santa Fè

Retrocede: Santiago del estero

## Girone B
|            | E-R  | A-V  | SUR  | OES  |
| ---------- | ---- | ---- | ---- | ---- |
| Entre Rios | –––– | 17-9 | 26-6 | 56-6 |
| Alto Valle | 9-17 | –––– | 19-4 | 37-0 |
| Sur        | 6-26 | 4-19 | –––– | 29-6 |
| Oeste      | 6-56 | 0-37 | 6-29 | –––– |

| pos | Squadra    | G. | V. | N. | P. | P+ | P-  | Diff. | Pt. |
| 1   | Entre Rios | 3  | 3  | 0  | 0  | 99 | 21  | 78    | 6   |
| 2   | Alto Valle | 3  | 2  | 0  | 1  | 65 | 21  | 44    | 4   |
| 3   | Sur        | 3  | 1  | 0  | 2  | 39 | 51  | -12   | 2   |
| 4   | Oeste      | 3  | 0  | 0  | 3  | 12 | 122 | -110  | 0   |

Promossa: Entre Rios

Retrocede: Oeste

## Torneo "Ascenso"
|         | CEN   | AUS   | CHU   |
| ------- | ----- | ----- | ----- |
| Centro  | ––––  | 12-12 | 18-3  |
| Austral | 12-12 | ––––  | 12-10 |
| Chubut  | 3-18  | 10-12 | ––––  |

| pos | Squadra | G. | V. | N. | P. | P+ | P- | Diff. | Pt. |
| 1   | Centro  | 2  | 1  | 1  | 0  | 30 | 15 | 15    | 3   |
| 2   | Austral | 2  | 1  | 1  | 0  | 24 | 22 | 2     | 3   |
| 3   | Chubut  | 2  | 0  | 0  | 2  | 13 | 30 | -17   | 0   |

Promossa: Centro